# Еріх Ґамма
Еріх Гамма (англ. Erich Gamma; 13 березня 1961, Цюрих, Швейцарія) — швейцарський програміст, один з чотирьох авторів класичної книги «Design Patterns» про шаблони проектування програмного забезпечення. Колектив авторів також відомий як «Банда чотирьох» (англ. Gang of Four; GoF).
Є провідним розробником JUnit (фреймворку для виконання юніт-тестів на Java) і Eclipse (крос-платформного інтегрованого середовища розробки програмного забезпечення). Працював в IBM над проєктом Jazz.
З 2011 року керує командою розробки Microsoft Visual Studio в Цюриху, Швейцарія.